# NGC 7029
NGC 7029 (другие обозначения — PGC 66318, ESO 235-72, AM 2112-483) — эллиптическая галактика (E6) в созвездии Индеец.
Этот объект входит в число перечисленных в оригинальной редакции «Нового общего каталога».